# Metopomyza flavipes
Metopomyza flavipes är en tvåvingeart som beskrevs av Spencer 1969. Metopomyza flavipes ingår i släktet Metopomyza och familjen minerarflugor.
Artens utbredningsområde är Québec. Inga underarter finns listade i Catalogue of Life.